# McCalla
McCalla statisztikai település az USA Alabama államában, Jefferson megyében. Lakosainak száma 12 965 fő (2020. április 1.).

## Népesség
A település népességének változása:

| 2020 | 12 965 |